# Aloe fouriei
Aloe fouriei är en grästrädsväxtart som beskrevs av David Spencer Hardy och Hugh Francis Glen. Aloe fouriei ingår i släktet Aloe och familjen grästrädsväxter. Inga underarter finns listade i Catalogue of Life.